# Звонимир Вукић
Звонимир Вукић (рођен 19. јула 1979. године у Зрењанину, СФР Југославија) је бивши српски фудбалер и репрезентативац.

## Каријера
Вукић је каријеру почео у Пролетеру из Зрењанина, где је прошао све млађе категорије и дебитовао за први тим са свега 17 година током сезоне 1996/97. Постао је првотимац и добрим партијама привукао пажњу многих домаћих и страних клубова. Године 1998. потписује за Атлетико Мадрид. Две сезоне је играо у Б тиму, који се такмичио у другој лиги, али никада није добио шансу у првом тиму.
У априлу 2000. се враћа у Србију и потписује за Партизан. У дресу црно-белих доживео је праву афирмацију. Играо је три и по сезоне, постигавши 44 гола у првенству. Био је најбољи стрелац националног првенства у сезони 2002/03. са 22 постигнута гола.
У лето 2003. потписује петогодишњи уговор са украјинским Шахтјором. У својој првој сезони у клубу, постигао је 13 голова и био најбољи стрелац свог тима у свим такмичењима. У наредној сезони дебитовао је у Лиги шампиона.
У августу 2005. био је позајмљен премијерлигашу Портсмуту. Свој једини гол у дресу Портсмута постигао је 29. октобра 2005. против Сандерленда. Након одласка тренера Алана Перена и повратка Харија Реднапа, добијао је све мању минутажу и напустио клуб. У јануару 2006. се вратио у Партизан као позајмљен играч до краја сезоне 2005/06. Нажалост, на пријатељској утакмици против Урала сломио је ногу и након дуге паузе успео је да одигра само два меча у шампионату.
Након што му је истекао уговор са Шахтјором, у лето 2008. потписао је са екипом Москве. У украјинском клубу су тврдили да Вукић има још годину дана уговор са њима и тражили су обештећење од милион евра, али је ФИФА ипак одлучила да може да пређе као слободан играч. На свом дебију 2. новембра 2008. против екипе Терека, постигао је гол. Након што је клуб банкротирао 2010. године, Вукић је постао слободан играч.

### Трећи повратак у Партизан
У јануару 2011, након што је неколико месеци тренирао са Партизаном, Вукић се по трећи пут вратио међу црно-беле потписавши једногодишњи уговор. Узео је број 80, и био је званично представљен на конференцији за новинаре са Принцом Тејгом. Играо је променљиво током другог дела сезоне 2010/11, због паузе од годину дана без фудбала.
Пред почетак сезоне 2011/12. Вукић је узео свој стари број 10. Отворио је сезону голом против Шкендије, у квалификацијама за Лигу шампиона. Ипак током августа је био у лошој форми, након чега је испао из стартне поставе. Вукић се вратио у стартну поставу крајем септембра, и постигао гол у купу против Новог Пазара. Дана 15. октобра 2011, у својој првој лигашкој утакмици после шест кола, постигао је два гола за победу од 2-0 над Спартаком из Суботице. У наредних месец дана, постигао је још пет голова, три у лиги и два у купу. Дана 26. новембра 2011, Вукић је постигао уводни гол на Маракани, у победи од 2-0 против вечитог ривала, што је навело опет навијаче да га заволе. У последња два кола јесењег дела шампионата постигао је још два гола и тако завршио сјајне партије током јесени 2011.
У јануару 2012. продужио је уговор са Партизаном на још једну годину. На крају сезоне освојио је још једну титулу са црно-белима. Постигао је укупно 13 голова у Суперлиги Србије, и био други стрелац лиге иза Дарка Спалевића.
Током припрема 2012. ушао је у сукоб са тренером Вермезовићем, након чега није играо већ је самостално тренирао. Након истека уговора са Партизаном, у јануару 2013. потписао је за солунски ПАОК.
Након играња за ПАОК играо је још у Грчкој за Верију.

## Репрезентација
Вукић је одиграо 26 утакмица за репрезентацију СЦГ у периоду између 2003 и 2006. Свој деби имао је 12. фебруара 2003. на утакмици са Азербејџаном. Касније те године, 11. октобра 2003, постигао је свој први гол у националном дресу, против Велса на стадиону Миленијум у Кардифу.
Играо је сјајно током квалификација за Светско првенство 2006, постигавши 4 гола. Иако је био у процесу опоравка од повреде ипак је путовао на Светско првенство, где је ушао са клупе на једном мечу.

### Голови за репрезентацију
| #  | Датум              | Место                | Противник  | Гол | Резултат | Такмичење                                 |
| -- | ------------------ | -------------------- | ---------- | --- | -------- | ----------------------------------------- |
| 1. | 11. октобар 2003.  | Кардиф, Велс         | Велс       | 1-0 | 3-2      | Квалификације за Европско првенство 2004. |
| 2. | 16. новембар 2003. | Плоцк, Пољска        | Пољска     | 2-3 | 3-4      | Пријатељска                               |
| 3. | 4. септембар 2004. | Серавале, Сан Марино | Сан Марино | 1-0 | 3-0      | Квалификације за Светско првенство 2006.  |
| 4. | 13. октобар 2004.  | Београд, Србија      | Сан Марино | 5-0 | 5-0      | Квалификације за Светско првенство 2006.  |
| 5. | 17. новембар 2004. | Брисел, Белгија      | Белгија    | 1-0 | 2-0      | Квалификације за Светско првенство 2006.  |
| 6. | 8. октобар 2005.   | Вилњус, Литванија    | Литванија  | 2-0 | 2-0      | Квалификације за Светско првенство 2006.  |

## Трофеји

### Партизан
- Првенство СР Југославије (2) : 2001/02, 2002/03.
- Суперлига Србије (2) : 2010/11, 2011/12.
- Куп СР Југославије (1) : 2000/01.
- Куп Србије (1) : 2010/11.

### Шахтјор
- Првенство Украјине (2): 2004/05, 2007/08.
- Куп Украјине (2): 2003/04, 2007/08.
- Суперкуп Украјине (1): 2005.